# تزرج (سربنان)
تذرج یک روستا در ایران است که در دهستان سربنان شهرستان زرند استان کرمان واقع شده‌است. تزرج ۴۱ نفر جمعیت دارد.

## جمعیت
این روستا در بخش مرکزی شهرستان زرند قرار دارد و براساس سرشماری مرکز آمار ایران در سال ۱۳۸۵، جمعیت آن ۴۱ نفر (۱۶ خانوار) بوده‌است.